# 美國籃球先生
美國籃球先生，以前被稱為ESPN RISE年度最佳國家球員和EASPORTS年度最佳球員，是由Ballislife.com授予美國男孩高中年度最佳籃球國家球員的獎項。在1996年之前，已經確定了追溯到1955年被選人威爾特·張伯倫（Wilt Chamberlain）的獲獎者，該獎項由ESPNhighschool.com排名編輯道格·霍夫（Doug Huff）共同確定，道恩·霍夫自遊戲創立以來一直是麥當勞全美遊戲選擇委員會委員，ESPNhighschool.com副代表編輯Mark Tennis和ESPNhighschool.com高級編輯Ronnie Flores。從1996年至2002年，學生運動選擇了這些選項；從2003年至2009年，EA體育選擇了這些選項。從2010年至2012年，該獎項由ESPN HS確定，直到該獎項在2013年被HighSchoolHardwood.com接管。 2014 年，StudentSports.com ，在2015年，和BallisLife .com在2016年，2017年和2018年。2013年得主是Andrew Wiggins。